# ラウフェイ
ラウフェイまたはナール（古ノルド語: Laufey, Nál）は北欧神話の巨人ファールバウティの妻で、ロキ、ヘルブリンディ、ビューレイストの母であった。 
彼女の名ラウフェイは「葉（lauf）の島（ey）」を意味し、木のケニングとなっている。別名のナールは「針」を意味し、『ソルリの話（Sörla þáttr）』ではこの別名が使われる理由として彼女が「か細く弱々しかった」からとしているが、この説明は疑問視されている。 
ラウフェイについては以上の他は何も知られていないが、息子ロキがアース神族とほぼ同等に扱われ、またロキがしばしば「ラウフェイの息子」「ラウフェイの子」「ファールバウティとラウフェイまたはナールの子」といったケニングで呼ばれ、父の名を冠したものよりも母の名を冠したもので呼ばれる場合が多いことから、ラウフェイもまたアース神族の一員であったとする仮説がある。
ノルウェー南東、エストフォル県フヴァレル地方のラウエル島（Lauer）は、彼女に由来して名づけられた。